# Црква Пресветог срца Исусовог у Нишу
Пресветог срца Исусовог је римокатоличка црква у Нишу изграђена 1884. године.

## Историја
У Нишу су католици присутни још у средњем веку. Радило се о трговцима из Дубровника, који су били стални представници трговачких кућа у већим српским градовима. Из тог периода остала је Латинска црква у Горњем Матејевцу. Током периода владавине Османског царства за малу заједницу је био надлежан бискуп са седиштем у Скопљу.
Историја данашње заједнице почиње у другој поливини 19. века. Након што је Кнежевина Србија 1878. постала независна, обавезала се за изградњу железничке линије Београд-Ниш. Тада су бројни радници из других земаља, пре свега инжењери и стручни људи у грађевинарству, долазили у тадашњу Србију. Године 1884. је у приватној кући код гостионице Маргер отворена римокатоличка капела. Исте године је божију службу почео да врши мисионар барнабита Чезаре Тондини де Кваренги. Седиште се налазило у Крагујевцу.
У то време у Нишу је било око 200 верника, а црква Пресветог Срца Исусовог гради се на плацу који је купљен у време Турака, а средства је прибавио призренски надбискуп Бугарели. Турци нису дозвољавали изградњу римокатоличке цркве у Нишу. Саграђена је тек по ослобођењу Ниша од Турака и градње пруге. Изграђена је прва »католичка црквица, стан и школа« у вароши.
Године 1885. из Пољске је дошао свештеник Вилибалд Чок, мисионар из реда бенедиктинаца. Водио је римокатоличку мисију у Нишу до 1903. године са прекидом од 1897. до 1901. услед сукова са својим бискупом Штросмајером. Наследио га је Јулије Биљан који ту остаје до 1918. године. Након њега долази Хуберт Картхаус до 1920. а Фердинанд Хрди из Чешке до 1927. године. У самом Нишу реновирао је и стару цркву посвећену Пресветом Срцу Исусову 1925. године. Црква је обновљена и проширена, а уз њу је саграђен и торањ. Нешто касније, 1934. године, римокатоличкој цркви у Југ-Богдановој улици дозидан је спрат. Пројекат доградње израдио је нишки архитекта Јулијан Дјупон.
Године 1992, за време жупниковања влч. Антуна Печара, на седници жупског већа уз присуство београдског надбискупа Франца Перка договорено је да се гради нова и већа црква. За архитекту је предложен г. Зоран Марковић. И кренуло се у изградњу. Пожртвованошћу влч. Антуна, уз разне донације са стране изграђена је црква и нови жупски стан. Фрањевци Босне Сребрене долазе поново 2007. године. Наиме, 21. октобра 2007. под св. мисом у 10.00 сати, фра Нико Јосић постављен је за жупника цркве Пресветог Срца Исусова у Нишу. Увођење у жупу обавио је сам београдски надбискуп монс. Станислав Хочевар, уз присуство генералног викара фра Леополда Рохмеса као изасланика Фрањевачке провинције Босне Сребрене. Исто тако, за капелана жупе постављен је и фра Кристијан Монтина, који ће своју службу обављати до јануара 2008. године.
Од сакралних објеката по филијалама постоји једна кућа у Лесковцу у којој је приређен простор за обављање пасторала. Тај духовни простор посвећен је Блаженој Дјевици Марији Краљици (22. августа). Пасторал за вернике у Пироту врши се једном месечно и то у прватној кући породици Андреа. Жупа у Нишу просторно је велика, заузима готово читаву јужну Србију – од Алексинца па до граница с Македонијом, и Бугарском.